# 18e étape du Tour de France 1998
 (août 2025).
Si vous disposez d'ouvrages ou d'articles de référence ou si vous connaissez des sites web de qualité traitant du thème abordé ici, merci de compléter l'article en donnant les références utiles à sa vérifiabilité et en les liant à la section « Notes et références ».
Pour un article plus général, voir Tour de France 1998.
La dix-huitième étape du Tour de France a eu lieu le 30 juillet 1998 entre Aix-les-Bains et Neuchâtel  en Suisse sur 218,5 km de course.

## Récit
Tom Steels s'impose au sprint pour la troisième fois de ce Tour de France, devant Erik Zabel. C'est sa troisième victoire dans trois pays différents (Irlande, France et Suisse),.
Le porteur du Maillot à Pois Rodolfo Massi est interdit de départ.
Deux nouvelles équipes se retirent de la course : Kelme qui compte dans ses rangs le 4e du classement général Fernando Escartín et Vitalicio.

## Classement de l'étape
| \| Classement de l'étape \| Classement de l'étape \| Classement de l'étape \| Classement de l'étape \| Classement de l'étape \| \| Coureur \| Coureur \| Pays \| Équipe \| Temps \| \| --------------------- \| --------------------- \| --------------------- \| ------------------------------- \| --------------------- \| \| 1er \| Tom Steels \| Belgique \| Mapei-Bricobi \| 4 h 53 min 27 s \| \| 2e \| Erik Zabel \| Allemagne \| Deutsche Telekom \| + 0 s \| \| 3e \| Stuart O'Grady \| Australie \| Gan \| + 0 s \| \| 4e \| Robbie McEwen \| Australie \| Rabobank \| + 0 s \| \| 5e \| Jacky Durand \| France \| Casino \| + 0 s \| \| 6e \| Léon van Bon \| Pays-Bas \| Rabobank \| + 0 s \| \| 7e \| François Simon \| France \| Gan \| + 0 s \| \| 8e \| Nicolas Jalabert \| France \| Cofidis-Le Crédit par Téléphone \| + 0 s \| \| 9e \| Aart Vierhouten \| Pays-Bas \| Rabobank \| + 0 s \| \| 10e \| Viatcheslav Djavanian \| Russie \| BigMat-Auber 93 \| + 0 s \| |                       |           |                                 |                 |
| |                       |           |                                 |                 |
| |                       |           |                                 |                 |
| Classement de l'étape |                       |           |                                 |                 |
| Coureur | Coureur               | Pays      | Équipe                          | Temps           |
| 1er | Tom Steels            | Belgique  | Mapei-Bricobi                   | 4 h 53 min 27 s |
| 2e | Erik Zabel            | Allemagne | Deutsche Telekom                | + 0 s           |
| 3e | Stuart O'Grady        | Australie | Gan                             | + 0 s           |
| 4e | Robbie McEwen         | Australie | Rabobank                        | + 0 s           |
| 5e | Jacky Durand          | France    | Casino                          | + 0 s           |
| 6e | Léon van Bon          | Pays-Bas  | Rabobank                        | + 0 s           |
| 7e | François Simon        | France    | Gan                             | + 0 s           |
| 8e | Nicolas Jalabert      | France    | Cofidis-Le Crédit par Téléphone | + 0 s           |
| 9e | Aart Vierhouten       | Pays-Bas  | Rabobank                        | + 0 s           |
| 10e | Viatcheslav Djavanian | Russie    | BigMat-Auber 93                 | + 0 s           |

## Classement général
À la suite de cette étape terminée au sprint, pas de changement au classement général. l'Italien Marco Pantani (Mercatone Uno-Bianchi) devance toujours l'Américain Bobby Julich (Cofidis) et l'Allemand Jan Ullrich (Deutsche Telekom).
| \| Classement général \| Classement général \| Classement général \| Classement général \| Classement général \| \| Coureur \| Coureur \| Pays \| Équipe \| Temps \| \| ------------------ \| ------------------ \| ------------------ \| ------------------------------- \| ------------------ \| \| 1er \| Marco Pantani \| Italie \| Mercatone Uno-Bianchi \| 82 h 31 min 51 s \| \| 2e \| Bobby Julich \| États-Unis \| Cofidis-Le Crédit par Téléphone \| + 5 min 42 s \| \| 3e \| Jan Ullrich \| Allemagne \| Deutsche Telekom \| + 5 min 56 s \| \| 4e \| Christophe Rinero \| France \| Cofidis-Le Crédit par Téléphone \| + 8 min 01 s \| \| 5e \| Michael Boogerd \| Pays-Bas \| Rabobank \| + 8 min 05 s \| \| 6e \| Jean-Cyril Robin \| France \| US Postal Service \| + 12 min 34 s \| \| 7e \| Roland Meier \| Suisse \| Cofidis-Le Crédit par Téléphone \| + 13 min 19 s \| \| 8e \| Daniele Nardello \| Italie \| Mapei-Bricobi \| + 13 min 36 s \| \| 9e \| Bjarne Riis \| Danemark \| Deutsche Telekom \| + 14 min 45 s \| \| 10e \| Giuseppe Di Grande \| Italie \| Mapei-Bricobi \| + 15 min 13 s \| |                    |            |                                 |                  |
| |                    |            |                                 |                  |
| |                    |            |                                 |                  |
| Classement général |                    |            |                                 |                  |
| Coureur | Coureur            | Pays       | Équipe                          | Temps            |
| 1er | Marco Pantani      | Italie     | Mercatone Uno-Bianchi           | 82 h 31 min 51 s |
| 2e | Bobby Julich       | États-Unis | Cofidis-Le Crédit par Téléphone | + 5 min 42 s     |
| 3e | Jan Ullrich        | Allemagne  | Deutsche Telekom                | + 5 min 56 s     |
| 4e | Christophe Rinero  | France     | Cofidis-Le Crédit par Téléphone | + 8 min 01 s     |
| 5e | Michael Boogerd    | Pays-Bas   | Rabobank                        | + 8 min 05 s     |
| 6e | Jean-Cyril Robin   | France     | US Postal Service               | + 12 min 34 s    |
| 7e | Roland Meier       | Suisse     | Cofidis-Le Crédit par Téléphone | + 13 min 19 s    |
| 8e | Daniele Nardello   | Italie     | Mapei-Bricobi                   | + 13 min 36 s    |
| 9e | Bjarne Riis        | Danemark   | Deutsche Telekom                | + 14 min 45 s    |
| 10e | Giuseppe Di Grande | Italie     | Mapei-Bricobi                   | + 15 min 13 s    |

## Classements annexes
| Classement par points | Classement par points | Classement par points | Classement par points | Classement par points |
| Coureur               | Coureur               | Pays                  | Équipe                | Points                |
| --------------------- | --------------------- | --------------------- | --------------------- | --------------------- |
| 1er                   | Erik Zabel            | Allemagne             | Deutsche Telekom      | 294 pts               |
| 2e                    | Tom Steels            | Belgique              | Mapei-Bricobi         | 186 pts               |
| 3e                    | Stuart O'Grady        | Australie             | Gan                   | 171 pts               |
| 4e                    | Robbie McEwen         | Australie             | Rabobank              | 162 pts               |
| 5e                    | George Hincapie       | États-Unis            | US Postal Service     | 127 pts               |

| Classement par points | Classement par points | Classement par points | Classement par points | Classement par points |
| Coureur               | Coureur               | Pays                  | Équipe                | Points                |
| --------------------- | --------------------- | --------------------- | --------------------- | --------------------- |
| 1er                   | Erik Zabel            | Allemagne             | Deutsche Telekom      | 294 pts               |
| 2e                    | Tom Steels            | Belgique              | Mapei-Bricobi         | 186 pts               |
| 3e                    | Stuart O'Grady        | Australie             | Gan                   | 171 pts               |
| 4e                    | Robbie McEwen         | Australie             | Rabobank              | 162 pts               |
| 5e                    | George Hincapie       | États-Unis            | US Postal Service     | 127 pts               |

| Classement de la montagne | Classement de la montagne | Classement de la montagne | Classement de la montagne       | Classement de la montagne |
| Coureur                   | Coureur                   | Pays                      | Équipe                          | Points                    |
| ------------------------- | ------------------------- | ------------------------- | ------------------------------- | ------------------------- |
| 1er                       | Christophe Rinero         | France                    | Cofidis-Le Crédit par Téléphone | 200 pts                   |
| 2e                        | Marco Pantani             | Italie                    | Mercatone Uno-Bianchi           | 175 pts                   |
| 3e                        | Alberto Elli              | Italie                    | Casino                          | 165 pts                   |
| 4e                        | Cédric Vasseur            | France                    | Gan                             | 156 pts                   |
| 5e                        | Stéphane Heulot           | France                    | La Française des jeux           | 152 pts                   |

| Classement de la montagne | Classement de la montagne | Classement de la montagne | Classement de la montagne       | Classement de la montagne |
| Coureur                   | Coureur                   | Pays                      | Équipe                          | Points                    |
| ------------------------- | ------------------------- | ------------------------- | ------------------------------- | ------------------------- |
| 1er                       | Christophe Rinero         | France                    | Cofidis-Le Crédit par Téléphone | 200 pts                   |
| 2e                        | Marco Pantani             | Italie                    | Mercatone Uno-Bianchi           | 175 pts                   |
| 3e                        | Alberto Elli              | Italie                    | Casino                          | 165 pts                   |
| 4e                        | Cédric Vasseur            | France                    | Gan                             | 156 pts                   |
| 5e                        | Stéphane Heulot           | France                    | La Française des jeux           | 152 pts                   |

| Classement du meilleur jeune | Classement du meilleur jeune | Classement du meilleur jeune | Classement du meilleur jeune    | Classement du meilleur jeune |
| Coureur                      | Coureur                      | Pays                         | Équipe                          | Temps                        |
| ---------------------------- | ---------------------------- | ---------------------------- | ------------------------------- | ---------------------------- |
| 1er                          | Jan Ullrich                  | Allemagne                    | Deutsche Telekom                | 82 h 37 min 47 s             |
| 2e                           | Christophe Rinero            | France                       | Cofidis-Le Crédit par Téléphone | + 2 min 05 s                 |
| 3e                           | Giuseppe Di Grande           | Italie                       | Mapei-Bricobi                   | + 9 min 17 s                 |
| 4e                           | Kevin Livingston             | États-Unis                   | Cofidis-Le Crédit par Téléphone | + 24 min 34 s                |
| 5e                           | Jörg Jaksche                 | Allemagne                    | Polti                           | + 26 min 47 s                |

| Classement du meilleur jeune | Classement du meilleur jeune | Classement du meilleur jeune | Classement du meilleur jeune    | Classement du meilleur jeune |
| Coureur                      | Coureur                      | Pays                         | Équipe                          | Temps                        |
| ---------------------------- | ---------------------------- | ---------------------------- | ------------------------------- | ---------------------------- |
| 1er                          | Jan Ullrich                  | Allemagne                    | Deutsche Telekom                | 82 h 37 min 47 s             |
| 2e                           | Christophe Rinero            | France                       | Cofidis-Le Crédit par Téléphone | + 2 min 05 s                 |
| 3e                           | Giuseppe Di Grande           | Italie                       | Mapei-Bricobi                   | + 9 min 17 s                 |
| 4e                           | Kevin Livingston             | États-Unis                   | Cofidis-Le Crédit par Téléphone | + 24 min 34 s                |
| 5e                           | Jörg Jaksche                 | Allemagne                    | Polti                           | + 26 min 47 s                |

| Classement par équipes | Classement par équipes          | Classement par équipes | Classement par équipes |
| Équipe                 | Équipe                          | Pays                   | Temps                  |
| ---------------------- | ------------------------------- | ---------------------- | ---------------------- |
| 1re                    | Cofidis-Le Crédit par Téléphone | France                 | 247 h 34 min 38 s      |
| 2e                     | Deutsche Telekom                | Allemagne              | + 44 min 09 s          |
| 3e                     | Casino                          | France                 | + 52 min 04 s          |
| 4e                     | Lotto-Mobistar                  | Belgique               | + 58 min 30 s          |
| 5e                     | US Postal Service               | États-Unis             | + 1 h 11 min 54 s      |

| Classement par équipes | Classement par équipes          | Classement par équipes | Classement par équipes |
| Équipe                 | Équipe                          | Pays                   | Temps                  |
| ---------------------- | ------------------------------- | ---------------------- | ---------------------- |
| 1re                    | Cofidis-Le Crédit par Téléphone | France                 | 247 h 34 min 38 s      |
| 2e                     | Deutsche Telekom                | Allemagne              | + 44 min 09 s          |
| 3e                     | Casino                          | France                 | + 52 min 04 s          |
| 4e                     | Lotto-Mobistar                  | Belgique               | + 58 min 30 s          |
| 5e                     | US Postal Service               | États-Unis             | + 1 h 11 min 54 s      |

## Abandons
Luc Leblanc (non-partant)
Stéphane Barthe (abandon)
Rodolfo Massi (non-partant)
Jeroen Blijlevens (abandon)
équipe Kelme
Fernando Escartín (non-partant)
Francisco Cabello (non-partant)
José Javier Gómez (non-partant)
Santos González (non-partant)
Marcos Serrano (non-partant)
Jose-Angel Vidal (non-partant)
équipe Vitalicio
Santiago Blanco (non-partant)
Francisco Benítez (non-partant)
Ángel Casero (non-partant)
Andrea Ferrigato (non-partant)
Prudencio Indurain (non-partant)